# برکه شماره ۱ درگهان
برکه شماره ۱ درگهان مربوط به اواخر دوره قاجار - دوره پهلوی اول است و در شهرستان قشم، بخش مرکزی، شهر درگهان واقع شده و این اثر در تاریخ ۱۲ بهمن ۱۳۸۱ با شمارهٔ ثبت ۷۲۷۳ به‌عنوان یکی از آثار ملی ایران به ثبت رسیده است.